# Eric Halfvarson
Eric Halfvarson (Aurora, 1951) è un basso statunitense.

## Biografia
Ha esordito professionalmente nel 1973 con la Lake George Opera (ora Opera Saratoga) interpretando il ruolo di Don Basilio nel Barbiere di Siviglia, specializzandosi poi nei ruoli di basso profondo quali il Grande Inquisitore del Don Carlo (il suo ruolo "marchio"), Sarastro nel Flauto magico, il Barone Ochs nel Cavaliere della rosa, i wagneriani Heinrich (Lohengrin), Hagen (Il crepuscolo degli dei) e Hunding (La Valchiria) e Claggart in Billy Budd, diventandone apprezzato e richiesto interprete.
Ha cantato nei maggiori teatri del mondo tra i quali l'Opera di Chicago, Metropolitan, Covent Garden, La Fenice, Teatro alla Scala Milano, Wiener Staatsoper, Deutsche Oper e partecipando più volte al prestigioso Festival di Bayreuth.